# 榊原忠職
榊原 忠職（さかきばら ただもと、生没年未詳）は、江戸時代後期の幕臣、旗本。官位は主計頭。

## 経歴
水野忠邦の天保の改革に参画した人物である。天保13年（1842年）矢部定謙が評定所において改易、桑名藩お預けの判決を下された際、評定に列席していた。
天保14年（1843年）、勘定奉行となる。忠邦が上知令を出すとこれに反対した。しかし天保15年（1844年）6月に外国問題の紛糾などから忠邦が老中として復権を果たすと鳥居耀蔵と共に寄合末席とされる。

## 関連作品
- みなもと太郎『風雲児たち』